# II-35
De II-35 is een nationale weg van de tweede klasse in Bulgarije. De weg loopt van Pleven via Lovetsj naar Kamare. De II-35 is 125 kilometer lang.